# Марк Райленс
Сер Девід Марк Райленс Вотерс (англ. David Mark Rylance Waters; нар. 18 січня 1960 року), більше відомий як Марк Райленс (англ. Mark Rylance) — британський актор, театральний режисер і драматург. Володар премій Лоуренса Олів'є, «Тоні», BAFTA, «Оскар» (2016). Був першим художнім керівником в Шекспірівському театрі «Глобус» в Лондоні (1995—2005). У 2015 році зіграв Томаса Кромвеля в серіалі «Вовчий зал» — адаптації BBC Two історичних романів Гіларі Ментел. Також він знявся з Томом Генксом у ролі радянського розвідника Рудольфа Абеля у фільмі Стівена Спілберга «Міст шпигунів». За роль в цьому фільмі Марк Райленс був удостоєний безлічі нагород і премій, в тому числі премії Британської кіноакадемії і премії «Оскар» в категорії «Найкращий актор другого плану».

## Ранні роки
Райленс народився в Ешфорді (графство Кент, Велика Британія) в родині вчителів англійської мови Енн і Девіда Вотерсів. У 1962 році вони переїхали в Коннектикут, а в 1969 — у Вісконсин, де Девід Уотерс викладав в Університетській школі Мілвокі. Райленс вступив в цю школу, бо при ній було найкраще шкільне театральне відділення в штаті. Він зіграв в безлічі шкільних вистав з театральним режисером Дейлом Гуцманом. Його перша значна роль була у виставі «Гамлет» 1976 року. Також він виконав роль Ромео в шкільній постановці «Ромео і Джульєтти».

## Кар'єра
Обираючи сценічне ім'я, Райленс зупинився на Марк Вотерс, однак людина з таким ім'ям вже була у списках профспілки акторів Великої Британії. Він виграв стипендію на навчання в Королівській академії драматичного мистецтва (RADA) в Лондоні, в якій навчався з 1978 по 1980 роки під керівництвом Г'ю Кратвелла. У 1980 році він отримав свою першу роботу в Цивільному театрі Глазго. У 1982 і 1983 роках Райленс виступав в Королівському Шекспірівському театрі (RSC) в Стретфорд-на-Ейвоні і Лондоні.
У 1988 році Райленс грав Гамлета з RSC в гучній виставі Рона Деніела, яка гастролювала в Ірландії та Великій Британії цілий рік. Вистава потім відбувалася в Стретфорд-на-Ейвоні, де Райленс грав паралельно Гамлета і Ромео в постановці «Ромео і Джульєтта» у відновленому театрі «Либідь» в Стретфорді-на-Ейвоні. «Гамлет» гастролював в США протягом двох років. У 1990 році Райленс і Клер ван Кампен (згодом його дружина) заснували власну театральну компанію «Phoebus 'Cart». У наступному році компанія поставила п'єсу «Буря».
У 1993 році він з'явився в постановці Меттью Ворчаса «Багато галасу з нічого» в Театрі Королеви. Роль Бенедика принесла йому премію Лоуренса Олів'є за найкращу чоловічу роль. У 2005 році він виконав головну роль британського експерта по зброї Девіда Келлі в телевізійному фільмі «Ревізор», знятим Пітером Козмінськи для каналу Channel 4. За цю роль Райленс отримав премію BAFTA за найкращу чоловічу роль у 2005 році.
У 2007 році Райленс виступив в постановці «Боїнг-Боїнг» в Лондоні. У 2008 році він повторив роль на Бродвеї, що принесло йому премії «Драма Деск» і «Тоні».
У жовтні 2014 року було оголошено, що Райленс зіграє в головній ролі у фільмі «Великий Дружній Велетень» — кіноадаптації книги Роальда Даля режисера Стівена Спілберга. Фільм повинен вийти в 2016 році.

У 2015 році він зіграв Томаса Кромвеля в серіалі «Вовчий зал» — адаптації історичних романів Гіларі Ментел «Вовчий зал» і «Внесіть тіла» для каналу BBC Two. За цю роль він був номінований на премію «Еммі» за найкращу чоловічу роль у міні-серіалі або фільмі.
Робота Райленс в біографічній драмі «Міст шпигунів» режисера Стівена Спілберга з Томом Хенксом і Аланом Алда в головних ролях принесла йому премії BAFTA і «Оскар», а також номінацію на «Золотий глобус».

## Особисте життя
Райленс одружений з музичним режисером, композитором і драматургом Клер ван Кампен. Вони почали зустрічатися в 1987 році під час роботи над постановкою «Вічного жида» в Національному театрі і одружилися в Оксфордширі 21 грудня 1989 року.

## Фільмографія

### Фільми
| Рік  | Назва                          | Ориг. назва                | Роль                          | Примітки |
| ---- | ------------------------------ | -------------------------- | ----------------------------- | --- |
| 1991 | «Книги Просперо»               | Prospero's Books           | Фердинанд                     | |
| 1995 | «Янголи і комахи»              | Angels& Insects            | Вільям Адамсон                | |
| 2001 | «Інтим»                        | Intimacy                   | Джей                          | |
| 2005 | «Ревізор»                      | The Government Inspector   | Девід Келлі                   | BAFTA |
| 2008 | «Ще одна з роду Болейн»        | The Other Boleyn Girl      | Томас Болейн                  | |
| 2011 | «Без компромісів»              | Blitz                      | Робертс                       | |
| 2011 | «Анонім»                       | Anonymous                  | Кондел                        | |
| 2013 | «Дні та ночі»                  | Days and Nights            | Стівен                        | |
| 2015 | «Ганмен»                       | The Gunman                 | Кокс                          | |
| 2015 | «Міст шпигунів»                | Bridge of Spies            | Рудольф Абель                 | - Премія асоціації кінокритиків Лос-Анджелеса за найкращу чоловічу роль другого плану (2-е місце) - Премія гуртка кінокритиків Нью-Йорка за найкращу чоловічу роль другого плану - Премія гуртка кінокритиків Сан-Франциско за найкращу чоловічу роль другого плану - Премія асоціації кінокритиків Торонто за найкращу чоловічу роль другого плану - Премія «Оскар» за найкращу чоловічу роль другого плану - Премія BAFTA за найкращу чоловічу роль другого плану - Номінація — Премія Гільдії кіноакторів США за найкращу чоловічу роль другого плану - Номінація — Кінопремія «Вибір критиків» за найкращу чоловічу роль другого плану Номінація — Премія «Золотий глобус» за найкращу чоловічу роль другого плану — Кінофільм |
| 2016 | «Великий Дружній Велетень»     | The BFG                    | Велетень                      | |
| 2017 | «Дюнкерк»                      | Dunkirk                    | Доусон                        | |
| 2018 | «Першому гравцю приготуватися» | Ready Player One           | Джейм Донован Голлідей/Анорак | |
| 2019 | «В очікуванні варварів»        | Waiting for the Barbarians | Магістрат                     | |
| 2020 | «Суд над чиказькою сімкою»     | The Trial of the Chicago 7 | Вільям Канстлер               | |
| 2021 | «Не дивися вгору»              | Don’t Look Up              | Пітер Ішервелл                | |
| 2022 | «Костюм»                       | The Outfit                 | Леонард Берлінг               | |
| 2022 | «Цілком та повністю»           | Bones & All                |                               | |
| TBA  | «Остання планета»              | The Way of the Wind        | Сатана                        | |

### Телебачення
| Рік  | Назва        | Ориг. назва | Роль              | Примітки |
| ---- | ------------ | ----------- | ----------------- | --- |
| 1995 | «Гамлет»     | Hamlet      | Гамлет            | |
| 1997 | «Генріх V»   | Henry V     | Генріх V          | |
| 2003 | «Леонардо»   | Leonardo    | Леонардо да Вінчі | |
| 2003 | «Ричард II»  | Richard II  | Ричард II         | |
| 2004 | «Сніданок»   | Breakfast   | Марк Райленс      | |
| 2014 | «Бінг»       | Bing        | Флоп (озвучка)    | |
| 2015 | «Вовчий зал» | Wolf Hall   | Томас Кромвель    | Номінація — премія «Еммі» за найкращу чоловічу роль у міні-серіалі або фільмі Номінація — Critics 'Choice Television Award за найкращу чоловічу роль у фільмі / міні-серіалі |

## Роботи

### Театр
| Рік                 | Період                   | Персонаж                                 |
| ------------------- | ------------------------ | ---------------------------------------- |
| 1982                | «Буря»                   | Аріель                                   |
| 1989                | «Гамлет»                 | Гамлет                                   |
| 1989                | «Ромео і Джульєтта»      | Ромео                                    |
| 1993                | «Генріх V»               | Генріх V                                 |
| 1993                | «Багато галасу з нічого» | Бенедик                                  |
| 1994                | «Як вам це сподобається» | Оселок Тачстоун, блазень                 |
| 1995                | «Макбет»                 | Макбет                                   |
| 2007                | «Боїнг-Боїнг»            | Роберт                                   |
| 2007                | «Я — Шекспір»            | Френк                                    |
| 2008                | «Пер Ґінт»               | Пер Ґінт                                 |
| 2008                | «Боїнг-Боїнг»            | Роберт                                   |
| 2009                | липень-серпень           | «Єрусалим»                               |
| 2009                | окт-дек                  | «Етюл»                                   |
| 2010                | січень-квітень           | «Єрусалим»                               |
| 2010                | червень-серпень          | La Bete                                  |
| 2010                | вересень-лютий 2011      | La Bete                                  |
| 2011                |                          | La Bete                                  |
| квітень-серпень     | «Єрусалим»               |                                          |
| жовтень-січень 2012 | «Єрусалим»               |                                          |
| 2012                | листопад-лютий 2013      | позмінно «Ричард III» і «Дванадцята ніч» |
| 2013                | квітень-травень          | «Мила рибка»                             |
| 2013                | жовтень-лютий            | позмінно «Ричард III» і «Дванадцята ніч» |
| 2014                | жовтень-лютий            | позмінно «Ричард III» і «Дванадцята ніч» |
| 2015                | лютий-березень           | «Фарінеллі і король»                     |
| 2015                | вересень-грудень         | «Фарінеллі і король»                     |